# Kemény Dénes Városi Sportuszoda
A Kemény Dénes Városi Sportuszoda Miskolc város fedett sportuszodája.

## Története
Miskolc városa hosszú ideje várt egy olyan fedett uszodára, mely alkalmas sportrendezvények megtartására, előtte ugyanis csupán "félpályás", azaz 25 méteres medencével bíró uszoda volt található a városban. 2007-ben írtak ki nemzetközi tervpályázatot az uszoda megépítésére, melyet a sárospataki székhelyű Keletterv Kft. nyert meg, a kivitelezést pedig a Hajdúép Kft. kezdhette el 2008-ban.

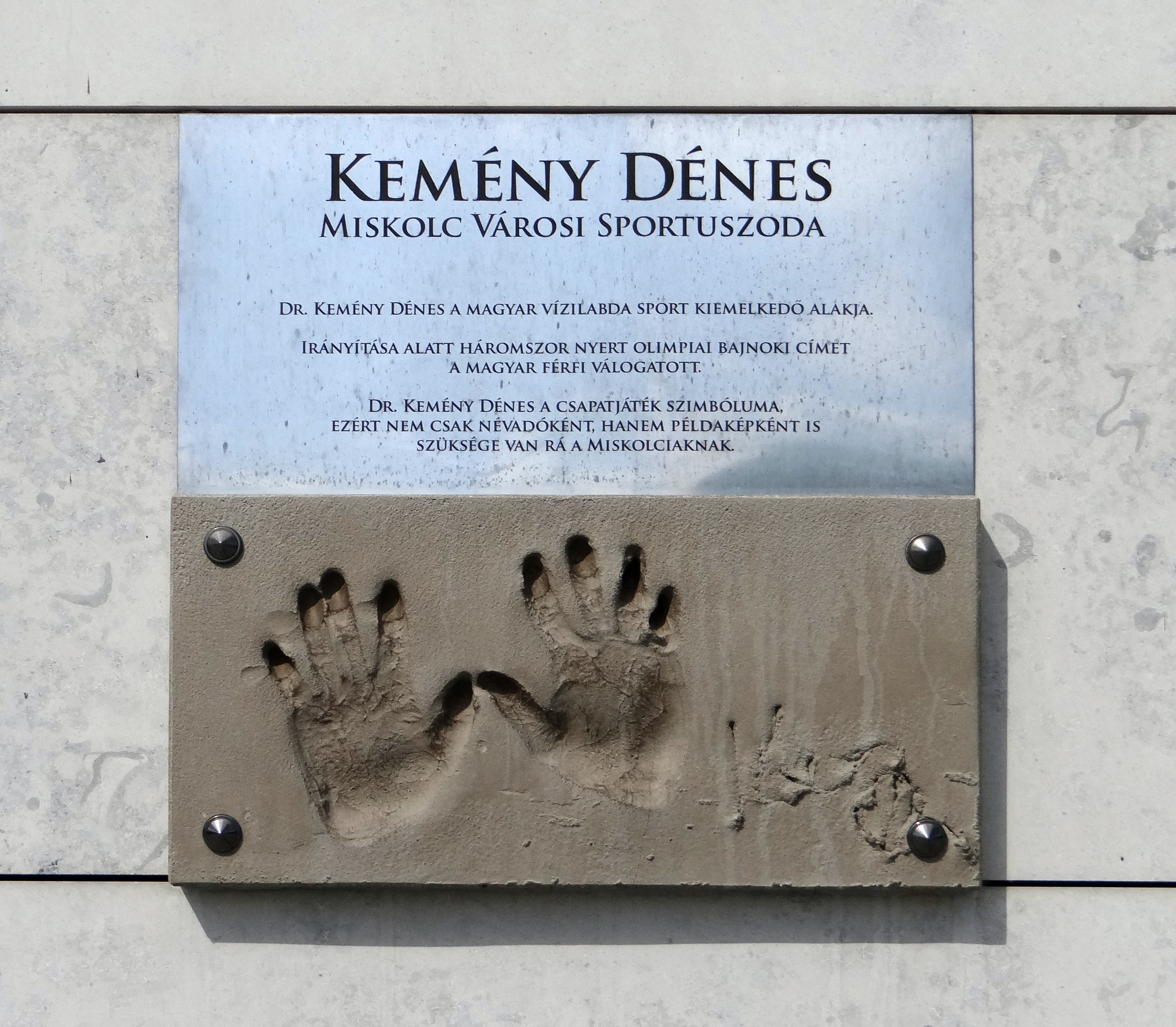
Kemény Dénes tenyérlenyomata az épület bejáratánál

Szavazással dönthettek arról, hogy kiről nevezzék el a létesítményt, ahol toronymagasan győzedelmeskedett a nem sokkal korábban szövetségi kapitányként harmadik olimpiai bajnoki címét begyűjtő Kemény Dénes.
Az uszoda hivatalos átadására 2009. október 5-én került sor, ahol egy gálamérkőzésen a magyar válogatott a Debreceni VSE csapatával mérkőzött meg.
Az úszósport mellett 2012 óta az MVLC vízilabda-csapata használja a létesítményt, mely jelenleg az OB 1-ben szerepel.

## Elhelyezkedése
Az uszoda az Egyetemvárosban, a Miskolctapolcai út mentén, a Miskolci Egyetem, illetve a Gyermekváros tőszomszédságában helyezkedik el. Megközelíthető a 2-es, illetve a 20-as autóbuszokkal, azok Kemény Dénes Uszoda megállójából. Az uszoda rendelkezik saját parkolóval, így gépjárművel is egyszerűen megközelíthető.